# Hoenzadriel
Hoenzadriel est un village néerlandais de la commune de Maasdriel, situé dans la province du Gueldre. Le 1er janvier 2008, Hoenzadriel comptait 282 habitants.

## Géographie
Hoenzadriel est situé au sud de Kerkdriel, sur la rive droite de la Meuse, dans le sud-est du Bommelerwaard.

## Histoire
En 1840, Hoenzadriel appartenait à la commune de Driel et comptait 61 maisons et 396 habitants.

## Référence
1. ↑  Alphabetisch register van alle bewoonde oorden des Rijks, Departement van Oorlog, Éd. Erven Doorman, 's-Gravenhage, 1850